# Chance Vought XF5U
Die Chance Vought XF5U (Werksbezeichnung VS-315) war der Prototyp eines geplanten extrem kurzstartfähigen Jagdflugzeugs des US-amerikanischen Herstellers Chance Vought aus den 1940er Jahren. Der inoffizielle Beiname Flying Flapjack (Fliegender Pfannkuchen) rührt von der ungewöhnlichen konstruktiven Auslegung mit einer angenähert kreisförmigen Tragfläche her. Die Entwicklung der XF5U basierte auf den Ergebnissen des Erprobungsträgers Chance Vought V-173. Nachdem bereits die V-173 inoffiziell als „Zimmer-Skimmer“ (nach ihrem Konstrukteur Charles H. Zimmerman) bezeichnet wurde, trug die XF5U auch den Beinamen „Skimmer“.

## Geschichte
Bereits vor dem Erstflug der V-173 erteilte die US Navy am 17. September 1942 Chance Vought den Auftrag zum Bau eines auf der V-173 basierenden Jagdflugzeug-Prototyps XF5U-1. Die V-173 diente bei über 200 Flügen als Testflugzeug, der Schritt zur Erprobung der Senkrechtstartfähigkeit wurde jedoch nicht unternommen; hierzu hätte es einer grundlegenden Umkonstruktion der Maschine bedurft. Der Auftrag umfasste den Bau einer Bruchzelle und eines Prototyps für die Flugerprobung. Verantwortlicher Konstrukteur war E. J. Greenwood. Eine aus Holz aufgebaute Attrappe konnte am 7. Juni 1943 inspiziert werden, wobei noch Dreiblattpropeller mit 4,88 m Durchmesser verwendet wurden, die später gegen eine Vierblattausführung ausgetauscht wurden.
Der Bau der XF5U-1 in Stratford war am 25. Juni 1945 abgeschlossen, doch zum Zeitpunkt der Vorbereitungen der ersten Triebwerksprüfläufe endete der Krieg und die weiteren Entwicklungsarbeiten wurden nur noch stark eingeschränkt fortgeführt. Bis 1947 verwendete man ersatzweise Propeller der Chance Vought F4U. Neben Überhitzungsproblemen des Triebwerks stellten vor allem die schweren und komplexen Getriebeeinheiten das größte Problem dar. Schon bei den ersten Probeläufen versagten nacheinander zwei Getriebe, so dass man zum Schluss kam, dass Flüge von über 90 Minuten damit nicht möglich wären. Wahrscheinlich kam es bei den Rollversuchen auch zu einem kurzen Abheben, ein echter Flug fand jedoch nicht statt. Nicht zuletzt die Entwicklung der ersten Strahlflugzeuge sorgte zusammen mit den genannten Entwicklungsproblemen für die Einstellung der weiteren Entwicklung und das Flugzeug wurde kurz danach verschrottet.

## Konstruktion

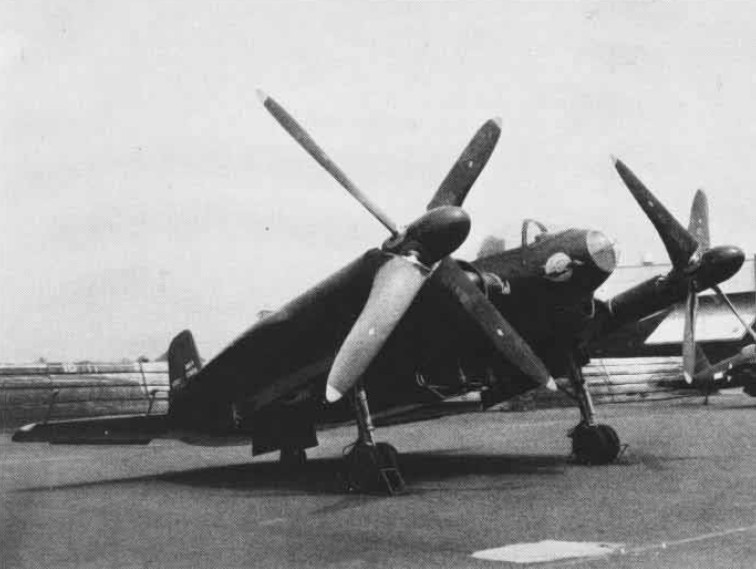
XF5U 1946

Die XF5U war etwas größer als die V-173 und im Gegensatz zu dieser eine Ganzmetallkonstruktion mit einem fünfmal höheren Gewicht; die Zelle besaß eine Vought-eigene Metalite-Beplankung. Auch der Antrieb war mit zwei Pratt & Whitney-R-2000-Doppelsternmotoren wesentlich leistungsfähiger. Die Auslegung mit fast kreisförmigen Tragflächen geringstmöglicher Streckung wurde beibehalten, ebenso wie das Entwicklungsziel einer möglichst hohen Geschwindigkeit und geringen Landegeschwindigkeit. In einer Ausbaustufe mit stärkeren Triebwerken sollte die F5U in der Lage sein, senkrecht zu starten und danach eine Höchstgeschwindigkeit von 800 km/h (500 mph) zu erreichen.
Der Grundriss der Tragflächen war wie bei der V-173 angenähert kreisförmig, besaß jedoch wegen der großen an den äußeren Enden angebrachten Propeller eine gerade Vorderkante. Normalerweise sind Tragflächen mit derart geringer Streckung durch die starken Randwirbel nicht für die Erzielung hoher Geschwindigkeiten geeignet. Bei der V-173 und XF5U erzeugen jedoch die weit außen angeordneten Propeller einen energiereichen Gegenwirbel, der entgegengesetzt zum Randwirbel der Tragfläche rotierte und den höheren Druck unterhalb dieser erhalten sollte. Die so klein gehaltene Tragfläche sollte einerseits die strukturelle Stabilität erhöhen und andererseits eine hohe Wendigkeit ermöglichen. Die energiereichen Wirbel sorgen bei geringen Geschwindigkeiten mit hohem Anstellwinkel außerdem für noch ausreichenden Auftrieb. Das Verhältnis von Höchstgeschwindigkeit zur Landegeschwindigkeit sollte mit diesen konstruktiven Eigenheiten von dem üblichen Verhältnis 4:1 auf 10:1 verbessert werden.
Das ursprüngliche Konzept sah eine Auslegung ohne Höhenleitwerk vor, stattdessen sollten zwei ailevators (heute als Elevons bezeichnet) in der Mitte am Rumpfende diese Funktion übernehmen. Windkanalversuche zeigten jedoch, dass besonders bei niedrigen Geschwindigkeiten und hohem Anstellwinkeln deren Wirksamkeit unzureichend wäre. Stattdessen kam zum ersten Mal bei der V-173 ein heute bei fast allen Überschallflugzeugen übliches Flying-tail-Höhenruder zum Einsatz, das dann auch für die XF5U-1 verwendet wurde. Während dies bei der V-173 noch gepfeilt war, wurde für die XF5U eine ungepfeilte Ausführung verwendet. Mit dem einziehbaren Fahrgestell hatte die XF5U einen Bodenstandswinkel von 18,7°. Die Leistungsvorgaben verlangten eine Höchstgeschwindigkeit von 500 mph (800 km/h), eine Landegeschwindigkeit von 40 mph (64 km/h) und eine Reichweite von 1000 Meilen (1600 km). An Außenlaststationen sollten entweder zwei Zusatztanks oder zwei 1000-lb-Bomben (454 kg) mitgeführt werden können. Als Bewaffnung waren ursprünglich sechs 0.50-cal.-MGs und später vier 20-mm-Kanonen vorgesehen.
Der Antrieb bestand aus zwei Doppelsternmotoren Pratt & Whitney R-2000-7 Twin Wasp, die in den Tragflächen installiert waren. Zur Motorkühlung dienten Lüfterräder in der Tragflächenvorderkante. Zwischen beiden Motoren gab es ein Verteilgetriebe und Verbindungswellen zur Synchronisierung der Drehzahlen und zur Verteilung der Leistung auf beide Propeller beim Ausfall eines Triebwerks. Zusätzlich war noch je ein Getriebe zur Umleitung des Kraftflusses von den Motoren auf die Propeller notwendig. Die für das Jagdflugzeug vorgesehenen Propeller sollten Schlaggelenke ähnlich den bei Hubschraubern verwendeten erhalten. Zur einfachen praktischen Umsetzung der Schlaggelenke in den beiden Vierblattpropellern, ordnete man je zwei, um 90° gegeneinander versetzte Zweiblattpropeller hintereinander an. Bei genügend großer Triebwerksleistung sollte die Auftriebskraft das Flugzeuggewicht übersteigen, so dass sogar eine Senkrechtstartmöglichkeit in Betracht gezogen wurde. Vorgesehen war auch ein Schleudersitz, um im Notfallausstieg nicht mit den sehr großen Propellern zu kollidieren.

## Technische Daten

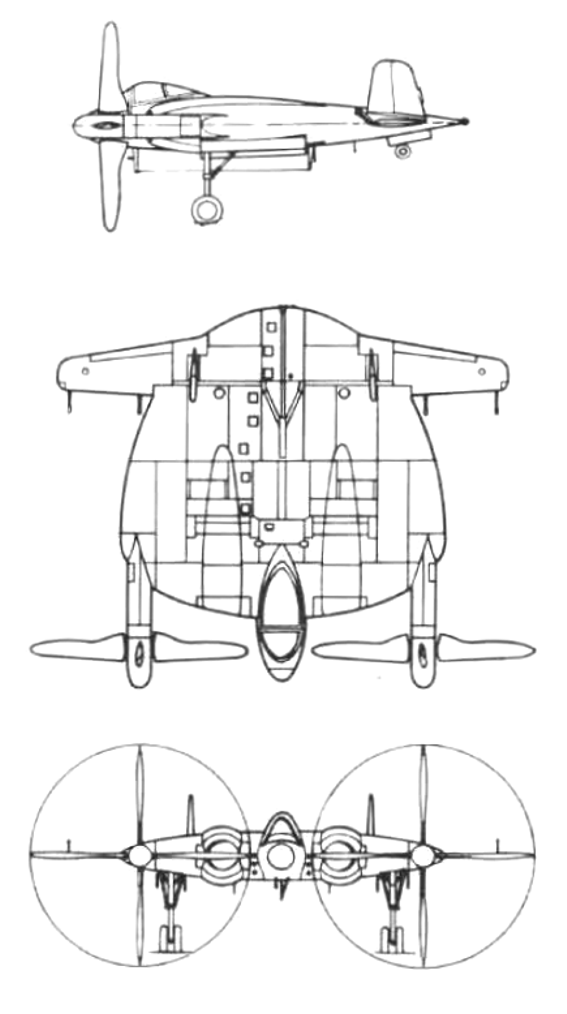
Dreiseitenriss der XF5U

| Kenngröße             | Daten (berechnet)                                                       |
| --------------------- | ----------------------------------------------------------------------- |
| Besatzung             | 1                                                                       |
| Länge                 | 8,72 m                                                                  |
| Spannweite (Breite)   | 9,91 m über die Elevons 11,07 m über die Propellerspitzen               |
| Höhe                  | 4,51 m                                                                  |
| Flügelfläche          | 44,13 m²                                                                |
| Flügelstreckung       | 2,23                                                                    |
| Leermasse             | 6356 kg                                                                 |
| max. Startmasse       | 7628 kg                                                                 |
| Höchstgeschwindigkeit | 800 km/h in 8800 m                                                      |
| Steigrate             |                                                                         |
| Triebwerke            | 2 × Pratt & Whitney R-2000-7 Twin Wasp mit je 1350 PS (993 kW) Leistung |